# 宜蘭龜怪
宜蘭龜怪，是台灣民間傳說中出現在宜蘭外海的巨大龜怪，因為威脅到鄭成功的軍隊而被其所殺，死後身體化為龜山島。

## 傳說
關於宜蘭龜怪的傳說有很多版本，其中最知名的是牠原本在外海吐著霧氣，並在鄭成功率軍經過宜蘭時逼近軍隊，造成威脅，鄭成功便開槍將其射殺（也有說法是用他所有的大砲：龍碽），重傷的龜怪沉入水中後又浮起來，不再吐霧，變成了龜山島，而牠產的兩個蛋變成西南角的礁石（已於1943年被水雷破壞），當初被鄭成功打出來的洞則成為龜山島上的龜潭。
其他傳說
另有其他版本的傳說中，宜蘭龜怪是因為鄭成功佔領台灣後蒐集島上許多珍奇物種去日本慶祝，但該龜怪不肯就範，而牠的心意感動上天，被變成了石頭，而鄭成功為了洩憤而砲轟龜山島，造成龜山島南方的海蝕洞、或是鄭成功想撮合牠和出現在野柳岬的公龜精，牽著牠往野柳移動，但到半路上龜怪就停下來不走了，鄭成功生氣的拿大砲打牠，不小心把牠打死、也有說法認為龜山島當初協助鄭成功跟荷蘭人作戰，負責運輸補給，但因為牠行動緩慢耽擱了時間，造成鄭成功一氣之下砲轟龜怪把牠打死。

## 現代研究
事實上，在鄭成功的信仰進入宜蘭地區前，當地便已經有「老龜化石」的傳說，或是巴賽族人在看到龜山島火山爆發後、知道漢人將來到的傳說，今日的龜怪傳說很有可能是它們在日後與鄭成功的信仰混淆了，而且，因為龜山島屬於火山島，據說到1968年為止，龜首的地方還會散發出白霧或硫磺氣體，讓附近的人無法呼吸，很有可能就是龜怪「吐霧」的由來。
另外，鄭成功撮合牠和野柳龜怪的傳說，也很有可能暗示著兩地很早以前就有航運往來。